# Merizocera crinita
Merizocera crinita är en spindelart som först beskrevs av Fage 1929.  Merizocera crinita ingår i släktet Merizocera och familjen Ochyroceratidae. Inga underarter finns listade i Catalogue of Life.